# Bitón (escritor)
Bitón de Pérgamo (en griego antiguo: Βίτων) fue un ingeniero griego de la Antigüedad, que vivió en el siglo II a. C. Es mencionado por Hesiquio de Mileto, Herón de Bizancio, y probablemente se refiera a él Claudio Eliano, al mencionarlo con el nombre de Bión.
Escribió en el 155 a. C. un tratado de poliorcética titulado Κατασκευαὶ πολεμικῶν ὀργάνων καὶ καταπελτικῶν, Kataskeuai polemikōn Organon kai katapeltikōn (Sobre la construcción de armas de guerra y catapultas). El libro fue dedicado al rey Atalo, probablemente Atalo II de Pérgamo. El tratado describe las siguientes armas e ingenios militares:
- Un litóbolo, un arma de asedio para lanzar piedras,  fabricado en Rodas por Caronte de Magnesia.
- Otro litóbolo construido en Salónica por Isidoro de Abido.
- Un helépolis, una torre de asedio de grandes proporciones,  construido por Posidonio durante el reinado de Alejandro Magno.
- Una sambuca diseñada por Damio de Colofón.
- Un gastrafetes, ingenio a manera  de arco, visto por Herón de Alejandría y hecho por Zópiro de Tarento en Mileto; y un segundo gastrafetes del mismo autor construido en Cumas.

También escribió un tratado de óptica que no se ha conservado, que conocemos por las referencias a él contenidas en su tratado sobre las máquinas de guerra.